# Meseta Marroquí
La Meseta Marroquí o Meseta Occidental es una meseta compuesta de rocas predominantemente paleozoicas expuestas a lo largo del bloque costero marroquí entre el océano Atlántico y el Atlas Medio.

## Geología
Se trata de un área de roca paleozoica estable que nunca fue afectada por la orogenia hercínica y luego fue cubierta por rocas sedimentarias mesozoicas y cenozoicas. Su superficie oculta por completo rocas precámbricas, aunque perforaciones han encontrado rocas neoproterozoicas en un anticlinal de la meseta. La Meseta Occidental tiene relativamente poca cobertura sedimentaria y macizos bien desarrollados, mientras que la Meseta Oriental, que se extiende a lo largo de la frontera con Argelia, tiene numerosos y pequeños macizos paleozoicos. Desde el Neoproterozoico hasta el Devónico Medio, el oeste de Marruecos y el Anti-Atlas tuvieron el mismo ambiente deposicional: deposición de capas rojas de molasa y vulcanismo post-orogenia. El sur de Marruecos quedó inundado por una enorme plataforma marina poco profunda, que acumuló importantes carbonatos, mezclados con sedimentos continentales que llegaban desde zonas del interior que hoy forman parte del Sáhara. A finales del Devónico, el oeste de Marruecos y el Anti-Atlas se dividieron en cuencas limitadas por fallas, que se deformaron durante la orogenia hercínica.